# Star Wars: Klonkrigen
Star Wars: Klonkrigen (engelska: Star Wars: Clone Wars) är en amerikansk animerad mikroserie för TV som utspelar sig i Star Wars-universumet, skapad av Genndy Tartakovsky och Henry Gilroy för TV-kanalen Cartoon Network. Serien producerades av Cartoon Network Studios och Lucasfilm, och sändes ursprungligen på TV under perioden 7 november 2003 till 25 mars 2005.

## Om serien
Serien utspelar sig mellan Episod II: Klonerna anfaller och Episod III: Mörkrets hämnd. Serien innefattar tre säsonger, med sammanlagt 25 kapitel. Flera av skådespelarna från långfilmerna läste även rösterna för sina tecknade karaktärer i serien. Serien dubbades även till svenska för Cartoon Network i Sverige.
Seriens mikroformat syftar på att var avsnitt enbart är tre minuter långt, vilket ändrades till 12 minuter för säsong 3. Seden Walt Disney Company köpt Lucasfilm 2012 ägs serien av Disney koncernen och har sedan dess släpps på deras streamingtjänst Disney+ i två sammanslagna volymer, vardera en dryg timme lång. Kapitel 1 till 20 (säsong 1 och 2) utgör volym 1, medan kapitel 21 till 25 (säsong 3) utgör volym 2.

## Handling
Serien handlar om fortsättningen på det krig som inleddes i slutet av långfilmen Star Wars: Episod II - Klonerna anfaller, sedermera benämnt Klonkrigen. Jediriddarna leder republikens trupper i striderna mot droidarméen på många olika planeter.
Den unge Jedin Anakin Skywalker får många tillfällen att visa sin skicklighet och jakten på seger leder honom in i märkliga äventyr. Anakin upphöjs även från padawan (lärling) till jediriddare.
Obi-Wan Kenobi utses till general och leder klonarmen till många segrar bland annat på planeten Muunilinst. Obi-Wan Kenobi kämpar, och besegrar, vid flera tillfällen den mycket seglivade Durge. Senare i serien introduceras skurken General Grievous, som senare kom att dyka upp i följande långfilm Episod III: Mörkrets hämnd.

## Nya rollfigurer
- Asajj Ventress är en mörk Jedi som får i uppdrag av Greve Dooku att finna och förgöra Anakin Skywalker.
- Durge prisjägare och officer i droidarmén. Durge tillhör den mycket seglivade rasen Gen'Dai.
- General Grievous introduceras. General Grievous har en framträdande roll i Star Wars: Episod III - Mörkrets hämnd.

### Fotnoter
1. ↑  hämtat från: portugisiskspråkiga Wikipedia.[källa från Wikidata]
2. 1 2  ”STAR WARS: KLONKRIGEN”. https://www.starwars.se/21-filmer-tv-serier/493-star-wars-klonkrigen. Läst 28 november 2022.
3. ↑  ”Star Wars: Clone Wars” (på engelska). TV.Com. http://www.tv.com/shows/star-wars-clone-wars/. Läst 13 januari 2017.
4. ↑  ”THE STAR WARS VINTAGE COLLECTION HAS ARRIVED ON DISNEY+!” (på engelska) (nyhetsblog). Disney. starwars.com. 2 april 2021. Arkiverad från originalet den 2 april 2021. https://web.archive.org/web/20210402134039/https://www.starwars.com/news/star-wars-vintage-collection-disney-plus. Läst 28 november 2022.